# Ardalion
Ardalion – imię męskie, prawdopodobnie pochodzące od łac. ardalio — "skrzętny, krzątający się". Jego patronem jest św. Ardalion, komediant.
Ardalion imieniny obchodzi 14 kwietnia.
Znane osoby o imieniu Ardalion:
- Ardalion Ignatjew — złoty medalista w mistrzostwach Europy w lekkoatletyce w 1954 r.
- Ardalion Tokarski — lekarz i naukowiec rosyjski, pracujący wspólnie z Władimirem Serbskim.

Postaci fikcyjne o imieniu Ardalion:
- Ardalion w Zapiskach myśliwego Turgieniewa
- Ardalion Aleksandrowicz Iwołgin w Idiocie Dostojewskiego
- Ardalion Pieriedonow w Małym biesie Fiodora Sołoguba